# Василиса Никомидијска
Василиса (грч. Βασιλισσα, † око 309) је ранохришћанска мученица из 4. века.
Када је имала 9 година, страдала је због вере у Христа током великог прогона под царем Диоклецијаном у Никомедији. Захваљујући потказивању, ухваћена је и изведена пред никомидског префекта Александра. После неуспелих покушаја да наговори Василису да се одрекне вере у Христа и поклони се идолима, префект је наложио мучење младе жене Василисе. Према житијама, Василиса је тучена по лицу; затим су је свукли голу и обесили је наопако за ноге, док је спаљена одоздо ватром и запушена сумпорним димом. Млада жена је бачена у ужарену пећ. Василиса, начинивши знак крста, ушавши у ватру, изашла је из ње неповређена. Након тога, Василису су дали да је поједу два гладна лава, али је млада жена остала неповређена. Префект Александар пустио је Василису након мучења, поверовао у самог Христа, провео живот у покајању и умро мирно. Василиса је, након мучења, изашла из града, и помолила се стојећи на камену. Молитвом младе жене из камена је изашао извор воде. У близини овог камена, Василиса је умрла мирно и сахранио ју је епископ никомидијски Антонин. Изворска вода пружала је исцељење хришћанима. Сачувана су два житија свете Василисе: анонимни и аутора Нићифора Григоре.
Православна црква прославља свету мученицу Василису 3. септембра по јулијанском календару.